# Guilherme Clezar
Guilherme Clezar (* 31. Dezember 1992 in Porto Alegre) ist ein brasilianischer Tennisspieler.

## Karriere
Guilherme Clezar spielt hauptsächlich auf der ATP Challenger Tour, vereinzelt aber auch auf der ATP World Tour. Er konnte bislang zwei Einzelsiege auf der Challenger Tour feiern. Er gewann im Mai 2012 das mit 35.000 US-Dollar dotierte Turnier in Rio Quente gegen den Chilenen Paul Capdeville in zwei Sätzen und 2013 das Turnier in Campinas. Sein erstes Spiel auf der World Tour bestritt er im Februar 2011 bei den Brasil Open in Costa do Sauípe. Er verlor seine Erstrundenpartie gegen seinen Landsmann João Souza in zwei Sätzen mit 3:6 und 2:6.
Am 22. April 2013 durchbrach er erstmals die Top 200 der Weltrangliste im Einzel und seine höchste Platzierung war der 153. Rang am 3. August 2015. Im Doppel durchbrach er am 22. April 2013 erstmals die Top 200 und erreichte als Bestwert den 171. Platz am 15. August 2016.

## Erfolge
| Legende (Anzahl der Siege)  |
| Grand Slam                  |
| ATP World Tour Finals       |
| ATP World Tour Masters 1000 |
| ATP World Tour 500          |
| ATP World Tour 250          |
| ATP Challenger Tour (3)     |

### Einzel

#### Turniersiege
| Nr. | Datum              | Turnier    | Belag     | Finalgegner     | Ergebnis  |
| --- | ------------------ | ---------- | --------- | --------------- | --------- |
| 1.  | 12. Mai 2012       | Rio Quente | Hartplatz | Paul Capdeville | 7:64, 6:3 |
| 2.  | 22. September 2013 | Campinas   | Sand      | Facundo Bagnis  | 6:4, 6:4  |

### Doppel

#### Turniersiege
| Nr. | Datum          | Turnier | Belag     | Partner            | Finalgegner               | Ergebnis         |
| --- | -------------- | ------- | --------- | ------------------ | ------------------------- | ---------------- |
| 1.  | 6. August 2016 | Granby  | Hartplatz | Alejandro González | Saketh Myneni Sanam Singh | 3:6, 6:1 [12:10] |